# 앙드루 알비시
앙드루 알비시(프랑스어: Andrew Albicy, 1990년 3월 21일~)는 프랑스의 농구 선수로 포지션은 포인트 가드이다. 현재 리가 ACB의 CB 그란카나리아 소속으로 뛰고 있다.
국제 대회에 프랑스 대표팀 선수로 참가하고 있으며 2020년 하계 올림픽에서 은메달을 획득했다.